# 劉歆
劉 歆（りゅう きん、? - 23年）は、中国前漢末から新にかけての経学者、天文学者、目録学者。字は子駿。漢代の爵位は紅休侯、新では嘉新公。陽城侯劉向の三男。兄に劉伋と劉賜がいる。子に劉畳（新の伊休侯）・劉棻（新の隆威侯）・劉泳（新の伐虜侯）がいる。前漢の宗室の身分である。後に、名を秀に、字を穎叔と改める。

## 生涯
成帝のとき、黄門郎となり、父の劉向と共に秘書（宮中の図書）を校訂した。父の没後、その業を継ぎ、哀帝のとき、全ての書物の校訂を終了し、現存最古の書籍目録である『七略』を作り奏上した。また、古文経である『春秋左氏伝』『毛詩』『逸礼』『古文尚書』を学官に立てることを主張したが、今文学者たちの激しい反対に遭った。
平帝の元始5年（5年）、律暦の考定を試み、三統暦を作った。王莽の新朝では古文経を学官に立て、劉歆を「国師」に任じた。この時度量衡の改訂にも関わり、自分の理論に基づき標準器である「嘉量」を設計した。
地皇4年（23年）7月、王莽に息子を殺害されたことを恨みに思っていた劉歆らは謀反を企てるが失敗し、自殺した。改名の動機について、『漢書』劉歆伝注引応劭説によると、「劉秀が天下を取る」という予言がなされたことによるという。なお、王莽の滅亡後に天下を取った光武帝の名が劉秀であった。また、『移讓太常博士書』などの作品もある。

## 後世への影響

### 経学
劉歆は五経すべてを兼修し、それまでの一経専修の流れに対し、博学の重要性を説いた。また、それまで疎略に扱われていた古文経の官学化をはかって古文学を興し、後漢以後の古文学隆盛のもとを築いた。なお、康有為ら清の常州学派の人々は、劉歆が古文経を偽作したと考えており、顧頡剛・幸田露伴らも、その考えに近い説を発表している。
劉歆が経典の偽造に関与した疑いがあるのは下記の経書である。
- 『春秋左氏伝』を偽作したのは劉歆ではないかという説が古くからある。幸田露伴は、劉歆ないしその一門が『史記』を改ざんして元来『春秋』の注釈書ではなかった『左氏春秋』を、『春秋左氏伝』という名前に改ざんしてあたかも注釈書の如く見せかけるようにしたのではないかと疑っており、顧頡剛は、『国語』から劉歆が『春秋左氏伝』を創作したのではないかと考えている。その他にも、『春秋左氏伝』の本文中にしばしば登場し、歴史事実にコメントしている「君子」なるものの正体は劉歆ではないかという説もある。

- 『周易』の注釈である十翼は、繋辞伝を除き全て劉歆の偽造ではないかと康有為は述べている。康によれば、劉歆は周易の権威を高めるために、内容を改ざんして周の文王や周公旦にひもづけ、更に正体不明の「河内の女子」なるものが「わたしは秦の始皇帝の焚書を逃れた『周易』を発見しました」と言い出したという創作実話までもつくりあげた。[1]

### 目録学
劉向は宮中の図書の整理をする際に、書物一つ一つに解題をつけ『別録』を作ったが、劉歆はそれをまとめて中国現存最古の『七略』という書籍目録を作った。これが班固の『漢書』芸文志に収められ、それ以後の図書の分類、ひいては学問のカテゴリーの規範となった。

### 暦法
劉歆太初暦を補完して三統暦を作り、単に月日の配当してカレンダーを作るだけではなく、太陽・月・惑星の運行まで計算する天体暦としての性格の強い中国暦の枠組みを作った。また司馬遷の『史記』では共和元年（紀元前841年）以前の紀年は明らかにされていないが、劉歆は『三統暦』の超辰紀年法によって古典中の天象記事を頼りに年代推算し、紀年を行った。

### 五徳終始説
五徳終始説とは、王朝の交替・変遷を五行の循環で説明するものであり、前漢では五行相克説に基づき、王朝の徳は土→木→金→火→水の順序で循環し、漢朝は土徳であるとしていた。劉歆はこれに対して、五行相生説に基づく新しい五徳終始説を唱え、五徳は木→火→土→金→水の順序で循環し、漢王朝は火徳であるとした。この理論が新朝から北宋までの1000年間、継続して用いられた。

### 音響理論
『三統暦』にある五声十二律が中国の音響理論の発展の方向性を与えた。
- 五声 - 宮（きゅう、ド）・商（しょう、レ）・角（かく、ミ）・徴（ち、ソ）・羽（う、ラ）
- 十二律 -

1. 黄鐘（こうしょう、0セント）
2. 大呂（たいりょ、113.7セント）
3. 太簇（たいそう、203.9セント）
4. 夾鐘（きょうしょう、317.6セント）
5. 姑洗（こせん、407.8セント）
6. 仲呂（ちゅうりょ、521.5セント）
7. 蕤賓（ずいひん、610.7セント）
8. 林鐘（りんしょう、702.0セント）
9. 夷則（いそく、815.6セント）
10. 南呂（なんりょ、905.9セント）
11. 無射（ぶえき、1019.5セント）
12. 応鐘（おうしょう、1109.8セント）

### 度量衡理論
『三統暦』にある度量衡理論、黄鐘秬黍説が後の中国の度量衡を規定することになった。長さの単位（度）は秬黍（きょしょ、くろきび）の一粒の幅の長さを一分とし、九十分にすると、黄鐘の音律を出す管の長さ（九寸）にあたるとした。容量の単位（量）は、秬黍が1200粒入る黄鐘の管の容積（810立方分）を一龠とした。重さの単位（権）は、一龠に入る秬黍1,200粒の重さを12銖とした。新で度量衡改正時に配られた枡形の標準器「嘉量」はこの理論を実践したものであり、その優秀さから新が滅亡した後も参考資料として清朝滅亡時まで朝廷内で保存されていた。
- 度 - 分・寸（10分）・尺（10寸）・丈（10尺）・引（10丈）
- 量 - 龠・合（2龠）・升（10合）・斗（10升）・斛（10斗）
- 権 - 銖・両（24銖）・斤（16両）・鈞（30斤）・石（4鈞）